# Wallace Smith (bokser)
Wallace Bre „Bud” Smith (ur. 2 kwietnia 1929 w Cincinnati w stanie Ohio, zm. 11 lipca 1973 tamże) – amerykański bokser, zawodowy mistrz świata kategorii lekkiej.

## Kariera amatorska
Wziął udział w igrzyskach olimpijskich w 1948 w Londynie, gdzie dotarł do półfinału wagi lekkiej, w którym przegrał z Josem Vissersem z Belgii. Walkę o brązowy medal ze Svendem Wadem z Danii oddał walkowerem, zajmując ostatecznie 4. miejsce w swojej kategorii wagowej.

## Kariera zawodowa
Rozpoczął karierę zawodowego boksera w 1948. Początkowo walczył ze zmiennym szczęściem, choć większość pojedynków wygrywał. W 1950 przegrał z przyszłym trzykrotnym mistrzem świata wagi lekkiej Jimmym Carterem, a w 1951 dwukrotnie pokonał go Virgil Akins. W 1951 zremisował z Orlando Zuluetą, a w 1953 z Johnnym Saxtonem, a także przegrał i  dwukrotnie wygrał z Zuluetą. W 1954 zanotował dwie porażki z Joe Micelim, w tym jedną przez nokaut.
29 czerwca 1955 w Bostonie stanął do walki o mistrzostwo świata w wadze lekkiej z obrońcą tytułu Jimmym Carterem i niespodziewanie zwyciężył na punkty. W rewanżu 19 października tego roku w Cincinnati również wygrał na punkty. Wszystkie następne walki zawodowe Smith przegrał. W 1956 najpierw zanotował trzy porażki w walkach towarzyskich: z Larrym Boardmanem, z Tonym DeMarco i z Joe Brownem. Następnie 24 sierpnia tego roku w Nowym Orleanie zmierzył się w obronie tytułu z Joe Brownem i przegrał na punkty tracąc mistrzostwo. W trzeciej walce tych pięściarzy, która odbyła się 13 lutego 1957 w Miami Beach, nie udało mu się odzyskać tytułu, gdyż przegrał przez techniczny nokaut w 11. rundzie. Później stoczył jeszcze sześć przegranych walk (w tym z przyszłym mistrzem świata w wadze junior półśredniej Duilio Loi) i w 1958 zakończył karierę bokserską.

## Tragiczna śmierć
11 lipca 1973 Smith zginął w Cincinnati, gdy próbował uspokoić parę kłócącą się na ulicy. Mężczyzna wyciągnął broń i zastrzelił go.